# Shimen (sockenhuvudort i Kina, Shanxi Sheng, lat 35,26, long 111,54)
Shimen är en sockenhuvudort i Kina. Den ligger i provinsen Shanxi, i den norra delen av landet, omkring 300 kilometer söder om provinshuvudstaden Taiyuan. Antalet invånare är 6 940. Befolkningen består av 3 342 kvinnor och 3 598 män. Barn under 15 år utgör 16,0 %, vuxna 15-64 år 75 %, och äldre över 65 år 7,0 %.
Runt Shimen är det tätbefolkat, med 257 invånare per kvadratkilometer. Närmaste större samhälle är Changzhi, 18,6 km öster om Shimen. I omgivningarna runt Shimen växer i huvudsak blandskog.
Genomsnittlig årsnederbörd är 656 millimeter. Den regnigaste månaden är juli, med i genomsnitt 187 mm nederbörd, och den torraste är december, med 2 mm nederbörd.